# Ernst Heinkel
Ernst Heinrich Heinkel (Grunbach, Império Alemão, 24 de janeiro de 1888 — Stuttgart, Alemanha Ocidental, 30 de janeiro de 1958) foi um projetista e fabricante de aviões alemão e Wehrwirtschaftsführer o regime nazista.
A contribuição de Heinkel foi decisiva para a criação do avião a jato. 

## O apaixonado pela aviação
Seu primeiro trabalho foi como aprendiz em uma fundição. Sua paixão pela aviação começou em 1908 inspirado pelos primeiros voos dos dirigíveis de Ferdinand von Zeppelin.
Construiu seu primeiro avião em 1910 tendo por base projetos do anglo-francês Henry Farman. No ano seguinte sofreu um acidente neste mesmo avião que deixou-o ferido com gravidade. Foi um dos primeiros alemães a construir uma aeronave e voar.
Pouco depois, ele ganhou o emprego na Luft Verkehrs Gesellschaft (LVG), onde eram construídas aeronaves Farman. De lá, foi para Albatros, onde projetou o Albatros B - II, uma  aeronave de  reconhecimento utilizada durante as fases iniciais da Primeira Guerra Mundial. Depois de deixar o Albatros, Heinkel concebeu vários hidroplanos para o Hansa - Brandenburg empresa criada em 1914.

## Empresário
Em 1922 Heinkel estabeleceu a companhia  Heinkel - Flugzeugwerke  em Warnemünde. Devido às restrições impostas aos alemães a fabricação de aviões pelo Tratado de Versalhes, Heinkel conseguiu contratos no estrangeiro, fabricando hidroaviões para a Suécia e trabalhando em catapultas lançadoras de  aviões para a Marinha Imperial Japonesa. De volta a Alemanha, ele instalou uma  catapulta semelhante sobre o oceano na "Linha Bremen" para lançar aviões de correio.
Depois de Adolf Hitler chegar ao poder, os projetos da  Heinkel tornaram-se uma parte vital da Luftwaffe e da sua crescente força nos anos que antecederam a Segunda Guerra Mundial.  Isso incluiu o Heinkel He 59, o Heinkel He 115 e o Heinkel He 111. 
Heinkel tinha sido um crítico do regime de Hitler, a partir do momento que ele tinha sido forçado a demitir colectivamente projetistas judeus e pessoal em 1933.

## Nasce o jato

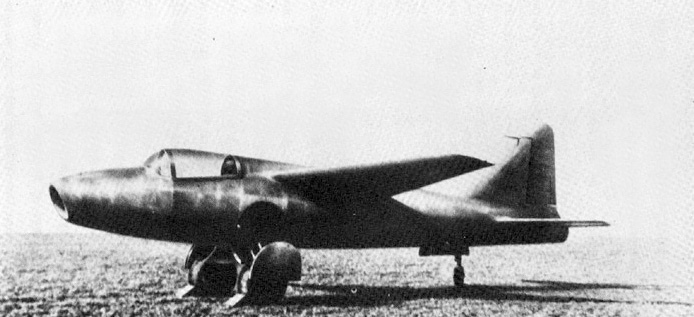
'Heinkel He 178:O primeiro avião com propulsão a jato a voar

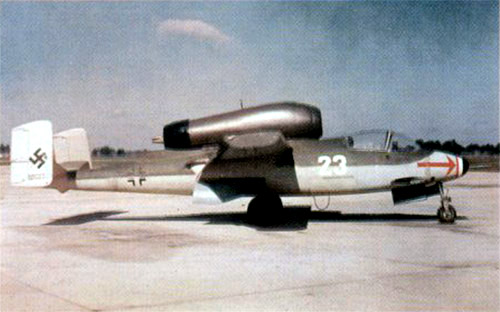
Heinkel He 162 Volksjäger

Heinkel era apaixonado pelo voo de alta velocidade, e estava interessado em explorar formas alternativas de propulsão das aeronaves.  Ele doou uma aeronave ao Centro von Braun, que estava investigando propulsão por foguete para aviões, bem como patrocinando a investigação de Hans von Ohain em motores a jato.
Desenvolveu o Heinkel He 178, o primeiro avião na história a voar exclusivamente com propulsão a jato. Seu motor foi idealizado e desenvolvido pelo engenheiro Hans von Ohain. Seu primeiro voo ocorreu em 27 de agosto de 1939 quando foi pilotado por Erich Warsitz. Em 1 de novembro de 1939, o He 178 foi apresentado aos  militares alemães que, entretanto, não se interessaram por ele.   
Em 1942 o governo "estatizou" a Heinkel.  Na prática, isto significou que Heinkel ficou detido até passar o controle de suas fábricas para Hermann Göring. Heinkel mudou-se para Viena e começou um novo projeto: o Heinkel He 274, concebido até o fim da guerra.
Na etapa final da guerra, a Alemanha procurou desesperadamente desenvolver "super armas" capazes de salvá-la da derrota. Surgiram então: o Mistel, a bomba voadora V-1, o Foguete V2  os caças Messerschmitt Me 262 e  Heinkel He 162 ( Volksjäger - "Caça Popular" ). Este caça impulsionado por uma  turbina a jato foi posto em serviço muito rapidamente. Do pedido inicial dos militares ao início da produção passaram-se menos de quatro meses! 

## Pós-guerra
No final da guerra Heinkel foi preso pelos Aliados, mas provas de oposição a Hitler  e seu tratamento pelo regime levaram a sua absolvição e ele foi libertado, embora sua empresa (juntamente com o resto da  indústria aeronáutica da Alemanha) tenha sido inicialmente proibida de produzir aviões.

### O "automóvel" Heinkel

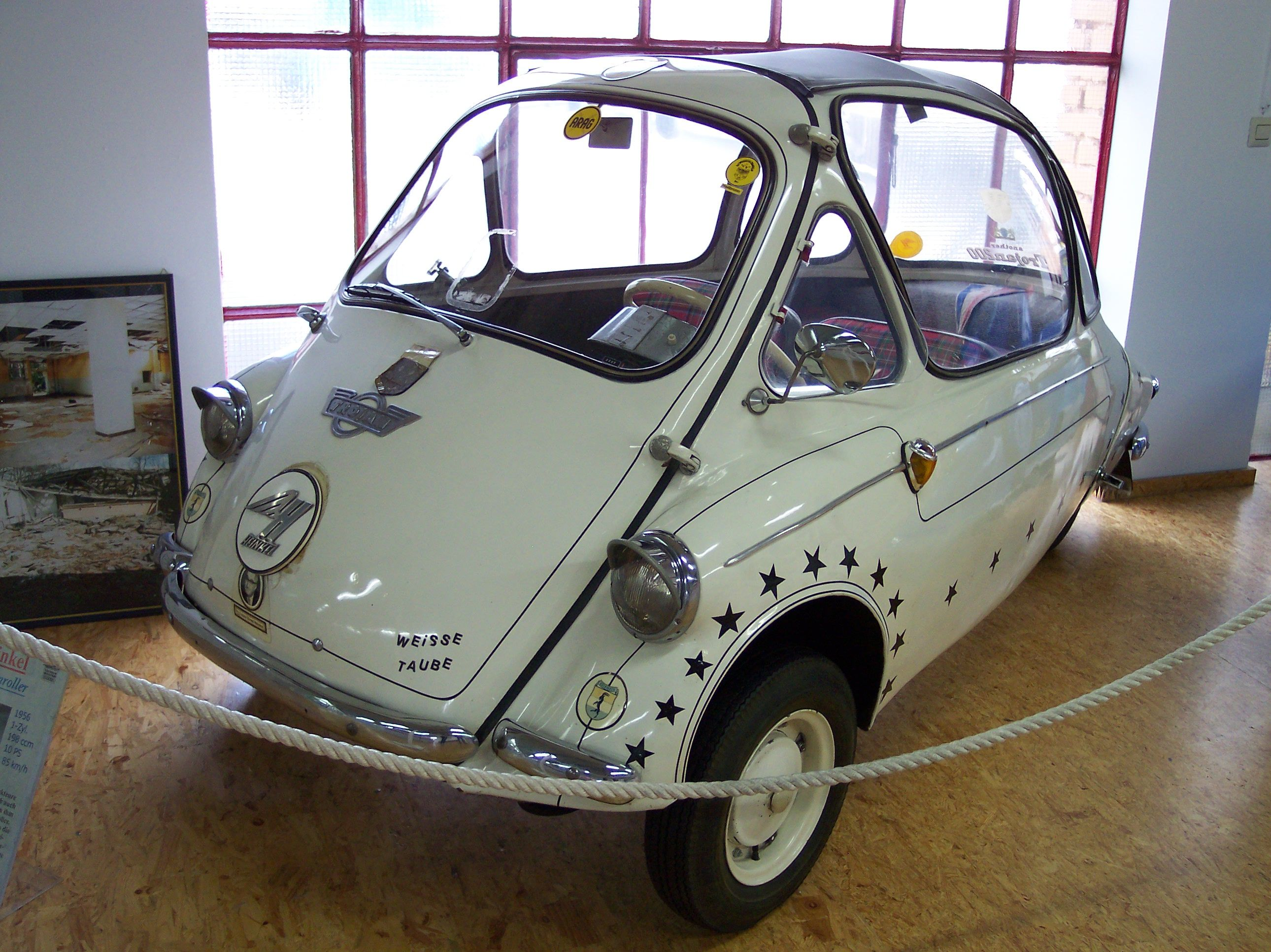
Heinkel Kabine

Em 1956, ele introduziu o "Heinkel Kabine", um minicarro. Mais de 5000 foram produzidos em duas fábricas na Alemanha antes de produção terminar em 1958. A produção continuou sob licença na Argentina até 1961, mas uma tentativa de começar a produção na Irlanda terminou devido a problemas no controle da qualidade.

### Morte
Ernst Heinkel morreu em 1958 em Stuttgart. Sua autobiografia, Stürmisches Leben foi publicada em 1956 e traduzida para o inglês como He1000 na sua edição britânica e como Stormy Life: Memoirs of a Pioneer of the Air Age nos Estados Unidos.